# Frederik IV van Oostenrijk
Frederik IV van Oostenrijk bijgenaamd met de Lege Beurs (Wenen, circa 1382 - Innsbruck, 24 juni 1439) was als lid van de Leopoldijnse linie van het huis Habsburg van 1406 tot aan zijn dood hertog van Voor-Oostenrijk en graaf van Tirol.

## Levensloop
Frederik IV werd geboren als de vierde en jongste zoon van hertog Leopold III van Oostenrijk en Viridis Visconti, dochter van heer Bernabò Visconti van Milaan.
In 1386 sneuvelde zijn vader Leopold III in de Slag bij Sempach, waarna zijn oudste broers Willem I en Leopold IV in gezamenlijke regering met hun oom Oostenrijk opvolgden als hertog van Oostenrijk. Toen Albrecht III in 1395 stierf en werd opgevolgd door zijn enige zoon Albrecht IV, brak er echter een hevige erfstrijd uit. In 1396 sloten Willem, Leopold IV en Albrecht IV een akkoord, dat gebaseerd was op het Verdrag van Neuberg in 1379. Hierbij behield Albrecht IV als hoofd van de Albertijnse linie de regering over het hertogdom Oostenrijk, terwijl Willem en Leopold IV als leden van de Leopoldijnse linie gingen regeren in de Binnen-Oostenrijkse hertogdommen Stiermarken, Karinthië en Krain, het graafschap Tirol en Voor-Oostenrijk.
In 1402 werd Frederik volwassen verklaard, waarna hij verantwoordelijk werd voor de administratie van de oorspronkelijke Habsburgse landerijen in Voor-Oostenrijk en in de stad Freiburg im Breisgau ging resideren. In 1406 stierf zijn oudste broer Willem zonder nakomelingen, waarna Frederik IV en zijn oudere broers Leopold IV en Ernst beslisten om de Leopoldijnse bezittingen van het huis Habsburg onderling te verdelen. Leopold IV deelde als hoofd van de Leopoldijnse linie de regeringsverantwoordelijkheden in Voor-Oostenrijk met Frederik IV, Ernst kreeg de Binnen-Oostenrijkse hertogdommen en Frederik IV kreeg de volledige macht over het graafschap Tirol.
De vroege regeringsjaren van Frederik IV werden gekenmerkt door externe en interne conflicten. Zo moest hij in 1406/1407 de tegenstand van de adel in Tirol doorstaan, die Frederik de spottende titel met de Lege Beurs gaven, en kreeg hij te maken met een opstand in het prinsbisdom Trente. Ook moest hij omgaan met de onafhankelijkheidsbeweging in de Zwabische Appenzelllanden, waar een conflict met de Abdij van Sankt Gallen in 1401 was geëscaleerd tot de zogenaamde Appenzell-Oorlogen. Frederik moest dus een serie langdurige militaire conflicten doorstaan, totdat er in 1410 vrede werd gesloten en Appenzell een protectoraat van het Oude Eedgenootschap werd. Terug in Tirol moest Frederik IV tegen invasietroepen onder leiding van hertog Stefanus III van Beieren strijden, die hij versloeg in het Unterinntal.
Na de dood van zijn broer Leopold IV in 1411 beslisten Frederik IV en zijn broer Ernst om de Leopoldijnse domeinen van het huis Habsburg te herverdelen. Frederik kreeg daarbij de volledige verantwoordelijkheid over Voor-Oostenrijk, waarmee hij de onbetwiste heerser werd van de domeinen van het huis Habsburg in de Elzas en Burgau. In 1417 erfde hij bovendien de vroegere bezittingen van het huis Kyburg na het uitsterven van de Laufenburg-linie van het huis Habsburg. Door enkele grensconflicten met de republiek Venetië verloor Frederik IV echter de stad Rovereto in de Lagarinavallei. 
Tijdens het Westers Schisma koos Frederik IV de zijde van tegenpaus Johannes XXIII, die hij in 1415 tijdens het Concilie van Konstanz hielp wegvluchten. Nadat keizer Sigismund Johannes XXIII in de Breisgau had laten arresteren, plaatste hij Frederik IV onder de rijksban. Met de steun van de lokale bevolking slaagde Frederik erin om het graafschap Tirol te behouden, hoewel hij heel wat gebieden in de oorspronkelijke landerijen van het huis Habsburg verloor aan de Zwitsers.
In 1420 verhuisde Frederik IV zijn residentie in Tirol van Meran naar Innsbruck. Na enkele opstanden van de lokale adel was zijn regering in Tirol gestabiliseerd, gedeeltelijk door het succesvolle begin van de zilvermijnen dat voor een groeiende welvaart zorgde in de regio. Na de dood van zijn broer Ernst in 1424 werd hij bovendien het regentschap van de Binnen-Oostenrijkse hertogdommen voor zijn minderjarige neven Frederik V en Albrecht VI. In zijn laatste jaren moest hij echter opnieuw omgaan met een opstand tegen zijn regering in Tirol, opnieuw opgezet door het prinsbisdom Trente.
In 1439 stierf Frederik IV in de stad Innsbruck. Ondanks zijn bijnaam met de Lege Beurs stierf hij als een rijk man. Hij werd begraven in de cisterciënzersabdij van Stams.

## Huwelijken en nakomelingen
Op 24 december 1407 huwde Frederik met Elisabeth van de Palts (1381-1408), dochter van Rooms-Duits koning Ruprecht van de Palts. Ze kregen een dochter Elisabeth, maar zowel moeder als dochter stierven kort na de bevalling op 27 december 1408.
Op 11 juni 1412 hertrouwde Frederik met Anna (overleden in 1432), dochter van hertog Frederik I van Brunswijk-Wolfenbüttel. Ze kregen vier kinderen:
- Margaretha (1423-1424)
- Hedwig (1424-1427)
- Wolfgang (1426), jong gestorven
- Sigismund (1427-1496), hertog van Voor-Oostenrijk en graaf van Tirol

## Kwartierstaat
| Albrecht I van Habsburg (1255-1308)      | Albrecht I van Habsburg (1255-1308)      | Albrecht I van Habsburg (1255-1308)      | Albrecht I van Habsburg (1255-1308)      | Albrecht I van Habsburg (1255-1308)      | Albrecht I van Habsburg (1255-1308)      | Elisabeth van Karinthië (1262-1312)    | Elisabeth van Karinthië (1262-1312)    | Elisabeth van Karinthië (1262-1312)           | Elisabeth van Karinthië (1262-1312)           | Elisabeth van Karinthië (1262-1312)           | Elisabeth van Karinthië (1262-1312)           |                                               |                                               | Ulrich II van Pfirt (1281–1324)        | Ulrich II van Pfirt (1281–1324)        | Ulrich II van Pfirt (1281–1324)         | Ulrich II van Pfirt (1281–1324)         | Ulrich II van Pfirt (1281–1324)         | Ulrich II van Pfirt (1281–1324)         | Johanna van Mömpelgard (overleden ca. 1347/1349) | Johanna van Mömpelgard (overleden ca. 1347/1349) | Johanna van Mömpelgard (overleden ca. 1347/1349) | Johanna van Mömpelgard (overleden ca. 1347/1349) | Johanna van Mömpelgard (overleden ca. 1347/1349) | Johanna van Mömpelgard (overleden ca. 1347/1349) |                                    |                                    | Stefano Visconti (1288-1327)       | Stefano Visconti (1288-1327)       | Stefano Visconti (1288-1327) | Stefano Visconti (1288-1327) | Stefano Visconti (1288-1327)          | Stefano Visconti (1288-1327)          | Valentina Doria (1290-1359)           | Valentina Doria (1290-1359)           | Valentina Doria (1290-1359)           | Valentina Doria (1290-1359)           | Valentina Doria (1290-1359)  | Valentina Doria (1290-1359)  |                                            |                                            | Mastino II della Scala (1308-1351)         | Mastino II della Scala (1308-1351)         | Mastino II della Scala (1308-1351)         | Mastino II della Scala (1308-1351)         | Mastino II della Scala (1308-1351)       | Mastino II della Scala (1308-1351)       | Taddea da Carrara (overleden in 1375)    | Taddea da Carrara (overleden in 1375)    | Taddea da Carrara (overleden in 1375)    | Taddea da Carrara (overleden in 1375)    | Taddea da Carrara (overleden in 1375)    | Taddea da Carrara (overleden in 1375)    |  |  |  |  |  |  |  |  |  |  |  |  |  |  |  |  |  |  |  |  |  |  |  |  |  |  |  |  |  |  |  |  |  |  |  |  |  |  |  |  |  |  |  |  |  |  |  |  |
| Albrecht I van Habsburg (1255-1308)      | Albrecht I van Habsburg (1255-1308)      | Albrecht I van Habsburg (1255-1308)      | Albrecht I van Habsburg (1255-1308)      | Albrecht I van Habsburg (1255-1308)      | Albrecht I van Habsburg (1255-1308)      | Elisabeth van Karinthië (1262-1312)    | Elisabeth van Karinthië (1262-1312)    | Elisabeth van Karinthië (1262-1312)           | Elisabeth van Karinthië (1262-1312)           | Elisabeth van Karinthië (1262-1312)           | Elisabeth van Karinthië (1262-1312)           |                                               |                                               | Ulrich II van Pfirt (1281–1324)        | Ulrich II van Pfirt (1281–1324)        | Ulrich II van Pfirt (1281–1324)         | Ulrich II van Pfirt (1281–1324)         | Ulrich II van Pfirt (1281–1324)         | Ulrich II van Pfirt (1281–1324)         | Johanna van Mömpelgard (overleden ca. 1347/1349) | Johanna van Mömpelgard (overleden ca. 1347/1349) | Johanna van Mömpelgard (overleden ca. 1347/1349) | Johanna van Mömpelgard (overleden ca. 1347/1349) | Johanna van Mömpelgard (overleden ca. 1347/1349) | Johanna van Mömpelgard (overleden ca. 1347/1349) |                                    |                                    | Stefano Visconti (1288-1327)       | Stefano Visconti (1288-1327)       | Stefano Visconti (1288-1327) | Stefano Visconti (1288-1327) | Stefano Visconti (1288-1327)          | Stefano Visconti (1288-1327)          | Valentina Doria (1290-1359)           | Valentina Doria (1290-1359)           | Valentina Doria (1290-1359)           | Valentina Doria (1290-1359)           | Valentina Doria (1290-1359)  | Valentina Doria (1290-1359)  |                                            |                                            | Mastino II della Scala (1308-1351)         | Mastino II della Scala (1308-1351)         | Mastino II della Scala (1308-1351)         | Mastino II della Scala (1308-1351)         | Mastino II della Scala (1308-1351)       | Mastino II della Scala (1308-1351)       | Taddea da Carrara (overleden in 1375)    | Taddea da Carrara (overleden in 1375)    | Taddea da Carrara (overleden in 1375)    | Taddea da Carrara (overleden in 1375)    | Taddea da Carrara (overleden in 1375)    | Taddea da Carrara (overleden in 1375)    |  |  |  |  |  |  |  |  |  |  |  |  |  |  |  |  |  |  |  |  |  |  |  |  |  |  |  |  |  |  |  |  |  |  |  |  |  |  |  |  |  |  |  |  |  |  |  |  |
|                                          |                                          |                                          |                                          |                                          |                                          |                                        |                                        |                                               |                                               |                                               |                                               |                                               |                                               |                                        |                                        |                                         |                                         |                                         |                                         |                                                  |                                                  |                                                  |                                                  |                                                  |                                                  |                                    |                                    |                                    |                                    |                              |                              |                                       |                                       |                                       |                                       |                                       |                                       |                              |                              |                                            |                                            |                                            |                                            |                                            |                                            |                                          |                                          |                                          |                                          |                                          |                                          |                                          |                                          |  |  |  |  |  |  |  |  |  |  |  |  |  |  |  |  |  |  |  |  |  |  |  |  |  |  |  |  |  |  |  |  |  |  |  |  |  |  |  |  |  |  |  |  |  |  |  |  |
|                                          |                                          |                                          |                                          | Albrecht II van Oostenrijk (1298-1358)   | Albrecht II van Oostenrijk (1298-1358)   | Albrecht II van Oostenrijk (1298-1358) | Albrecht II van Oostenrijk (1298-1358) | Albrecht II van Oostenrijk (1298-1358)        | Albrecht II van Oostenrijk (1298-1358)        |                                               |                                               |                                               |                                               |                                        |                                        | Johanna van Pfirt (ca. 1300-1351)       | Johanna van Pfirt (ca. 1300-1351)       | Johanna van Pfirt (ca. 1300-1351)       | Johanna van Pfirt (ca. 1300-1351)       | Johanna van Pfirt (ca. 1300-1351)                | Johanna van Pfirt (ca. 1300-1351)                |                                                  |                                                  |                                                  |                                                  |                                    |                                    |                                    |                                    |                              |                              | Bernabò Visconti (ca. 1319/1322—1385) | Bernabò Visconti (ca. 1319/1322—1385) | Bernabò Visconti (ca. 1319/1322—1385) | Bernabò Visconti (ca. 1319/1322—1385) | Bernabò Visconti (ca. 1319/1322—1385) | Bernabò Visconti (ca. 1319/1322—1385) |                              |                              |                                            |                                            |                                            |                                            | Beatrice della Scala (overleden in 1384)   | Beatrice della Scala (overleden in 1384)   | Beatrice della Scala (overleden in 1384) | Beatrice della Scala (overleden in 1384) | Beatrice della Scala (overleden in 1384) | Beatrice della Scala (overleden in 1384) |                                          |                                          |                                          |                                          |  |  |  |  |  |  |  |  |  |  |  |  |  |  |  |  |  |  |  |  |  |  |  |  |  |  |  |  |  |  |  |  |  |  |  |  |  |  |  |  |  |  |  |  |  |  |  |  |
|                                          |                                          |                                          |                                          | Albrecht II van Oostenrijk (1298-1358)   | Albrecht II van Oostenrijk (1298-1358)   | Albrecht II van Oostenrijk (1298-1358) | Albrecht II van Oostenrijk (1298-1358) | Albrecht II van Oostenrijk (1298-1358)        | Albrecht II van Oostenrijk (1298-1358)        |                                               |                                               |                                               |                                               |                                        |                                        | Johanna van Pfirt (ca. 1300-1351)       | Johanna van Pfirt (ca. 1300-1351)       | Johanna van Pfirt (ca. 1300-1351)       | Johanna van Pfirt (ca. 1300-1351)       | Johanna van Pfirt (ca. 1300-1351)                | Johanna van Pfirt (ca. 1300-1351)                |                                                  |                                                  |                                                  |                                                  |                                    |                                    |                                    |                                    |                              |                              | Bernabò Visconti (ca. 1319/1322—1385) | Bernabò Visconti (ca. 1319/1322—1385) | Bernabò Visconti (ca. 1319/1322—1385) | Bernabò Visconti (ca. 1319/1322—1385) | Bernabò Visconti (ca. 1319/1322—1385) | Bernabò Visconti (ca. 1319/1322—1385) |                              |                              |                                            |                                            |                                            |                                            | Beatrice della Scala (overleden in 1384)   | Beatrice della Scala (overleden in 1384)   | Beatrice della Scala (overleden in 1384) | Beatrice della Scala (overleden in 1384) | Beatrice della Scala (overleden in 1384) | Beatrice della Scala (overleden in 1384) |                                          |                                          |                                          |                                          |  |  |  |  |  |  |  |  |  |  |  |  |  |  |  |  |  |  |  |  |  |  |  |  |  |  |  |  |  |  |  |  |  |  |  |  |  |  |  |  |  |  |  |  |  |  |  |  |
|                                          |                                          |                                          |                                          |                                          |                                          |                                        |                                        |                                               |                                               | Leopold III van Oostenrijk (1351-1386)        | Leopold III van Oostenrijk (1351-1386)        | Leopold III van Oostenrijk (1351-1386)        | Leopold III van Oostenrijk (1351-1386)        | Leopold III van Oostenrijk (1351-1386) | Leopold III van Oostenrijk (1351-1386) |                                         |                                         |                                         |                                         |                                                  |                                                  |                                                  |                                                  |                                                  |                                                  |                                    |                                    |                                    |                                    |                              |                              |                                       |                                       |                                       |                                       |                                       |                                       | Viridis Visconti (1352-1414) | Viridis Visconti (1352-1414) | Viridis Visconti (1352-1414)               | Viridis Visconti (1352-1414)               | Viridis Visconti (1352-1414)               | Viridis Visconti (1352-1414)               |                                            |                                            |                                          |                                          |                                          |                                          |                                          |                                          |                                          |                                          |  |  |  |  |  |  |  |  |  |  |  |  |  |  |  |  |  |  |  |  |  |  |  |  |  |  |  |  |  |  |  |  |  |  |  |  |  |  |  |  |  |  |  |  |  |  |  |  |
|                                          |                                          |                                          |                                          |                                          |                                          |                                        |                                        |                                               |                                               | Leopold III van Oostenrijk (1351-1386)        | Leopold III van Oostenrijk (1351-1386)        | Leopold III van Oostenrijk (1351-1386)        | Leopold III van Oostenrijk (1351-1386)        | Leopold III van Oostenrijk (1351-1386) | Leopold III van Oostenrijk (1351-1386) |                                         |                                         |                                         |                                         |                                                  |                                                  |                                                  |                                                  |                                                  |                                                  |                                    |                                    |                                    |                                    |                              |                              |                                       |                                       |                                       |                                       |                                       |                                       | Viridis Visconti (1352-1414) | Viridis Visconti (1352-1414) | Viridis Visconti (1352-1414)               | Viridis Visconti (1352-1414)               | Viridis Visconti (1352-1414)               | Viridis Visconti (1352-1414)               |                                            |                                            |                                          |                                          |                                          |                                          |                                          |                                          |                                          |                                          |  |  |  |  |  |  |  |  |  |  |  |  |  |  |  |  |  |  |  |  |  |  |  |  |  |  |  |  |  |  |  |  |  |  |  |  |  |  |  |  |  |  |  |  |  |  |  |  |
|                                          |                                          |                                          |                                          |                                          |                                          |                                        |                                        |                                               |                                               |                                               |                                               |                                               |                                               |                                        |                                        |                                         |                                         |                                         |                                         |                                                  |                                                  |                                                  |                                                  |                                                  |                                                  |                                    |                                    |                                    |                                    |                              |                              |                                       |                                       |                                       |                                       |                                       |                                       |                              |                              |                                            |                                            |                                            |                                            |                                            |                                            |                                          |                                          |                                          |                                          |                                          |                                          |                                          |                                          |  |  |  |  |  |  |  |  |  |  |  |  |  |  |  |  |  |  |  |  |  |  |  |  |  |  |  |  |  |  |  |  |  |  |  |  |  |  |  |  |  |  |  |  |  |  |  |  |
|                                          |                                          |                                          |                                          |                                          |                                          |                                        |                                        |                                               |                                               |                                               |                                               |                                               |                                               |                                        |                                        |                                         |                                         |                                         |                                         |                                                  |                                                  |                                                  |                                                  |                                                  |                                                  |                                    |                                    |                                    |                                    |                              |                              |                                       |                                       |                                       |                                       |                                       |                                       |                              |                              |                                            |                                            |                                            |                                            |                                            |                                            |                                          |                                          |                                          |                                          |                                          |                                          |                                          |                                          |  |  |  |  |  |  |  |  |  |  |  |  |  |  |  |  |  |  |  |  |  |  |  |  |  |  |  |  |  |  |  |  |  |  |  |  |  |  |  |  |  |  |  |  |  |  |  |  |
| Willem I van Stiermarken (ca. 1370-1406) | Willem I van Stiermarken (ca. 1370-1406) | Willem I van Stiermarken (ca. 1370-1406) | Willem I van Stiermarken (ca. 1370-1406) | Willem I van Stiermarken (ca. 1370-1406) | Willem I van Stiermarken (ca. 1370-1406) |                                        |                                        | Margaretha van Habsburg (1370-jong overleden) | Margaretha van Habsburg (1370-jong overleden) | Margaretha van Habsburg (1370-jong overleden) | Margaretha van Habsburg (1370-jong overleden) | Margaretha van Habsburg (1370-jong overleden) | Margaretha van Habsburg (1370-jong overleden) |                                        |                                        | Leopold IV van Habsburg (ca. 1371-1411) | Leopold IV van Habsburg (ca. 1371-1411) | Leopold IV van Habsburg (ca. 1371-1411) | Leopold IV van Habsburg (ca. 1371-1411) | Leopold IV van Habsburg (ca. 1371-1411)          | Leopold IV van Habsburg (ca. 1371-1411)          |                                                  |                                                  | Ernst I van Oostenrijk (1377-1424)               | Ernst I van Oostenrijk (1377-1424)               | Ernst I van Oostenrijk (1377-1424) | Ernst I van Oostenrijk (1377-1424) | Ernst I van Oostenrijk (1377-1424) | Ernst I van Oostenrijk (1377-1424) |                              |                              | Elisabeth van Habsburg (1378-1392)    | Elisabeth van Habsburg (1378-1392)    | Elisabeth van Habsburg (1378-1392)    | Elisabeth van Habsburg (1378-1392)    | Elisabeth van Habsburg (1378-1392)    | Elisabeth van Habsburg (1378-1392)    |                              |                              | Frederik IV van Oostenrijk (ca. 1382-1439) | Frederik IV van Oostenrijk (ca. 1382-1439) | Frederik IV van Oostenrijk (ca. 1382-1439) | Frederik IV van Oostenrijk (ca. 1382-1439) | Frederik IV van Oostenrijk (ca. 1382-1439) | Frederik IV van Oostenrijk (ca. 1382-1439) |                                          |                                          | Catharina van Habsburg (geboren in 1385) | Catharina van Habsburg (geboren in 1385) | Catharina van Habsburg (geboren in 1385) | Catharina van Habsburg (geboren in 1385) | Catharina van Habsburg (geboren in 1385) | Catharina van Habsburg (geboren in 1385) |  |  |  |  |  |  |  |  |  |  |  |  |  |  |  |  |  |  |  |  |  |  |  |  |  |  |  |  |  |  |  |  |  |  |  |  |  |  |  |  |  |  |  |  |  |  |  |  |